# George Anson (1769-1849)
Pour les articles homonymes, voir Anson.
George Anson, né en 1769 et mort le 4 novembre 1849 à Chelsea, est un officier et homme politique britannique. Il est surtout connu pour sa participation à la guerre d'Espagne dans l'armée du duc de Wellington.

## Famille
George Anson est le deuxième fils de George Anson et de sa femme, Mary Vernon, fille du 1er Lord Vernon. Son frère aîné est Thomas Anson et l'un de ses frères cadets est William Anson (en).
Il est par conséquent l'oncle de George Anson, commandant en chef en Inde en 1856, et le petit-neveu de l'amiral George Anson.
Il épouse en 1800 Frances Hamilton dont il a six fils et cinq filles. L'un d'eux, Thomas (en) est un joueur de cricket célèbre.

## Carrière militaire
George Anson entre dans l'armée britannique en 1786 et sert d'abord sous les ordres du duc d'York et du général Ralph Abercromby en Hollande. Il combat ensuite dans la péninsule Ibérique entre 1809 et 1813 et y acquiert la renommée pour son action à la tête du 16e régiment de dragons légers à la seconde bataille de Porto. Il commande ensuite une brigade de cavalerie légère aux batailles de Talavera, de Busaco, de Salamanque et de Vittoria. En 1816, la chambres des communes vote une motion de remerciement pour sa conduite durant la guerre d'Espagne.
En 1827, il devient colonel honoraire du 4e régiment de dragons de la Garde et parvient au grade de général. En 1846, il devient lieutenant-gouverneur de l'hôpital royal de Chelsea puis gouverneur en mai 1849. Il y décède le 4 novembre 1849.

## Carrière politique
En parallèle de sa carrière militaire, George Anson est membre de la chambres des communes entre 1806 et 1841. Il y représente la circonscription de Lichfield.